# Rasmus Kern
Rasmus Kern (født 28. november 1968) er en dansk guitarist fra bandet Magtens Korridorer. Udover guitar spiller han også mundharpe og tangenter i bandet. Han arbejder til dagligt i socialpsykiatrien i Hvidovre Kommune.